# Kupferstichkabinett

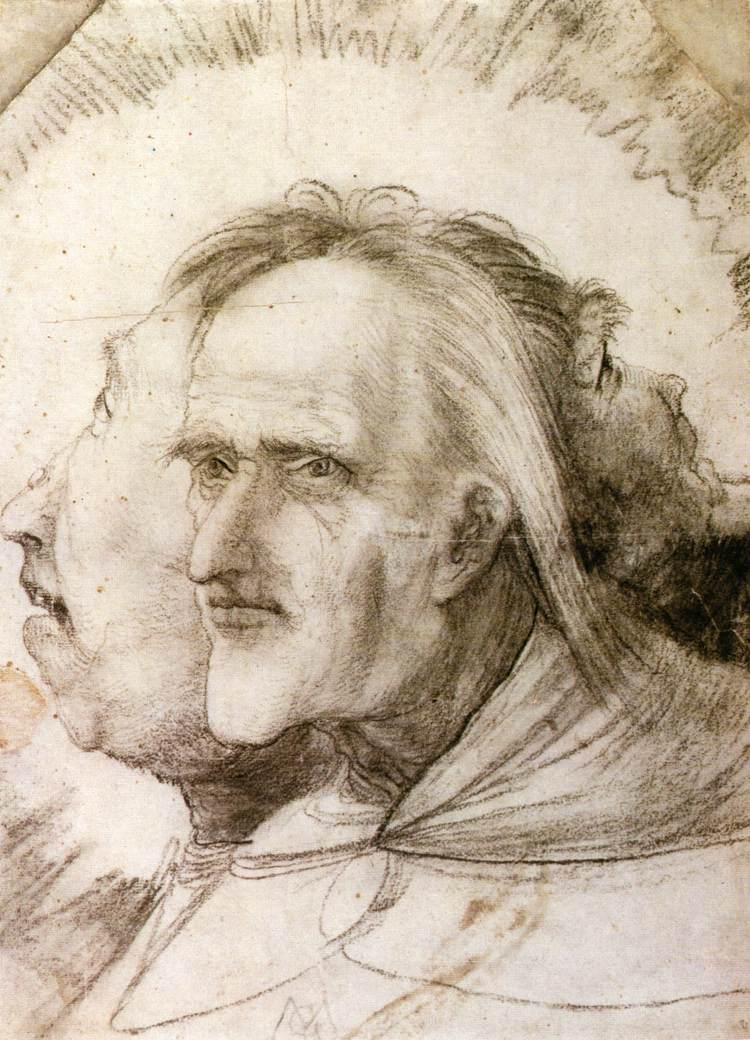
Matthias Grünewald, Trias Romana gehört zu den typischen Sammlungsblättern eines Kupferstichkabinetts. Dieses Blatt befindet sich in den Staatlichen Museen zu Berlin, Kupferstichkabinett

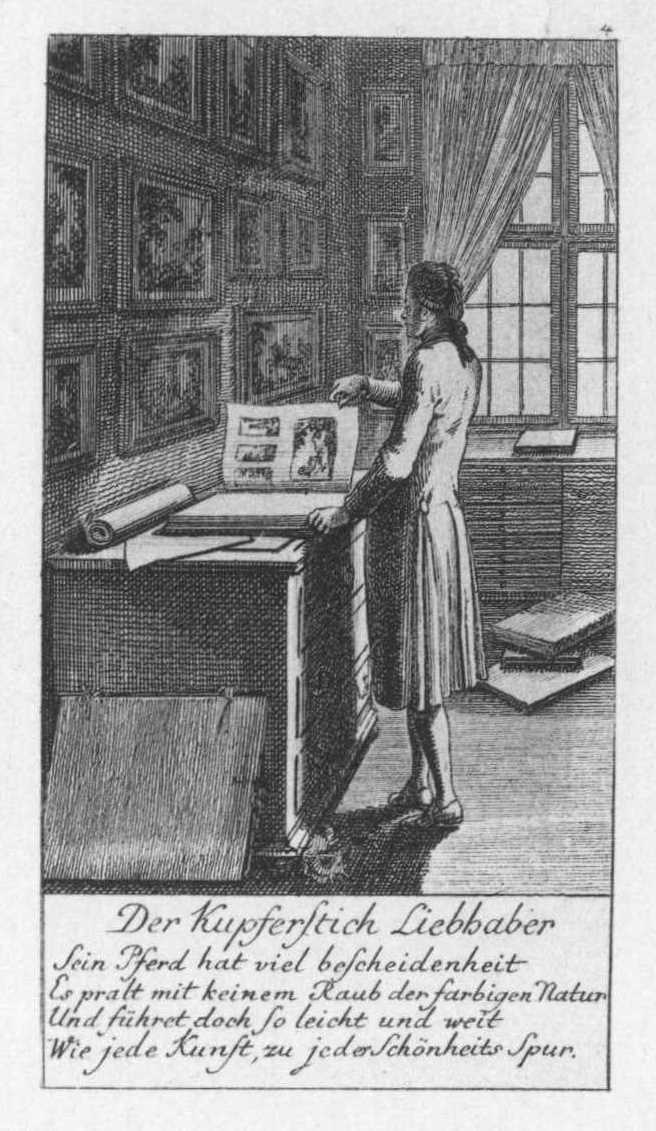
Der Kupferstich-Liebhaber, Kupferstich von Daniel Chodowiecki

Als Kupferstichkabinett bezeichnet man die Spezialsammlung von Zeichnungen und Druckgraphiken, nicht nur von Kupferstichen, eines Museums. Aus diesem Grund sind auch Alternativ-Begriffe modernerer Prägung wie „Graphische Sammlung“ oder „Graphisches Kabinett“ hierfür gebräuchlich. 
Der Ausdruck Kabinett leitet sich von einem kleineren Raum innerhalb eines Schlosses her, in dem ein Fürst seine besonderen Sammlungen aufbewahrte. Man nannte ihn auch Wunderkammer oder Kunstkabinett. Diese fürstlichen Sammlungen waren die Vorstufe der öffentlichen Museen.
Große Kupferstichkabinette gibt es z. B. in den Staatlichen Museen zu Berlin, im Louvre in Paris, in der Albertina in Wien, im British Museum in London und im Metropolitan Museum of Art.

## Öffentliche Sammlungen (Auswahl)

### Belgien
- Königliche Bibliothek Belgiens, Brüssel

### Deutschland
- Staatliche Museen zu Berlin, Kupferstichkabinett
- Kunstmuseum Bonn
- Herzog Anton Ulrich-Museum, Kupferstichkabinett, Braunschweig
- Kunsthalle Bremen, Kupferstichkabinett
- Kunstsammlungen der Veste Coburg, Kupferstichkabinett
- Hessisches Landesmuseum Darmstadt
- Kupferstich-Kabinett Staatliche Kunstsammlungen Dresden
- Museum Kunstpalast, Düsseldorf
- Städelsches Kunstinstitut, Frankfurt am Main
- Haus der Graphischen Sammlung, Freiburg im Breisgau
- Hamburger Kunsthalle, Kupferstichkabinett
- Museum für Kunst und Gewerbe Hamburg
- Staatliche Kunsthalle Karlsruhe, Kupferstichkabinett
- Museumslandschaft Hessen Kassel, Graphische Sammlung
- Wallraf-Richartz-Museum, Köln
- Museum der bildenden Künste Leipzig
- Staatliche Graphische Sammlung München
- Germanisches Nationalmuseum, Nürnberg
- Staatliches Museum Schwerin, Kupferstichkabinett
- Staatsgalerie Stuttgart
- Schlossmuseum, Weimar

### Niederlande
- Rijksmuseum, Amsterdam
- Museum Boijmans Van Beuningen, Rotterdam
- Teylers Museum, Haarlem
- Prentenkabinet, Universität Leiden

### Österreich
- Albertina, Wien
- Graphische Sammlung Stift Göttweig
- Alte Galerie, Kupferstichkabinett, Graz
- Akademie der bildenden Künste, Kupferstichkabinett, Wien
- Tiroler Landesmuseum Ferdinandeum, Grafische Sammlung, Innsbruck

### Schweiz
- Kunstmuseum Basel, Kupferstichkabinett
- Graphische Sammlung der Eidgenössischen Technischen Hochschule, Zürich
- Graphische Sammlung der Schweizerischen Nationalbibliothek, Bern